# ゲルハルト・ハナッピ・シュターディオン
ゲルハルト・ハナッピ・シュターディオン（Gerhard-Hanappi-Stadion）は、2015年までオーストリアの首都ウィーンに存在したサッカー専用スタジアム。

## 概要
元SKラピード・ウィーンの選手でもあったオーストリアの建築家ゲルハルト・ハナッピ（Gerhard Hanappi）の設計で1977年に完成。オーストリアで最も人気のあるサッカー専用スタジアムの一つであった。オーストリア・ブンデスリーガの名門SKラピード・ウィーン（SK Rapid Wien）の本拠地であった。
完成当時の正式名称はヴェストシュターディオン（Weststadion）であったが、1980年代までオーストリアA代表出場試合記録を保持するなど優れた選手でもありながら優秀な建築家でもあったゲルハルト・ハナッピを称えて、1981年に名称「ゲルハルト・ハナッピ・シュターディオン」に変更された。
完成当時は収容人数20,700人であったが、幾度かの修築工事が行われ、最終的な収容人数は18,422人になった。
長年オーストリア・ブンデスリーガで監督を務めたイビチャ・オシムは、「ゲルハルト・ハナッピ・シュターディオンはサッカーの大聖堂だ」とその雰囲気を称えている。
オーストリア・カップの決勝戦が定期的に行われていた時代もあり、ホームチームのSKラピード・ウィーンの公式戦のみならず、オーストリアA代表チームの親善試合等も行われていた。
SKラピード・ウィーンはUEFAが主催するヨーロッパカップでの試合では、対戦相手、またそれによって見込める集客数によって、当スタジアム、もしくはエルンスト・ハッペル・シュターディオンを使用していた。
2014年から2016年にかけて当スタジアムの解体作業及び当スタジアムと同じ敷地に完成した新スタジアムアリアンツ・シュターディオンの建設作業が行われていた間、SKラピード・ウィーンはエルンスト・ハッペル・シュターディオンをホームスタジアムとして使用していた。
新サッカー専用スタジアムのアリアンツ・シュターディオンは2016年7月に開場した。

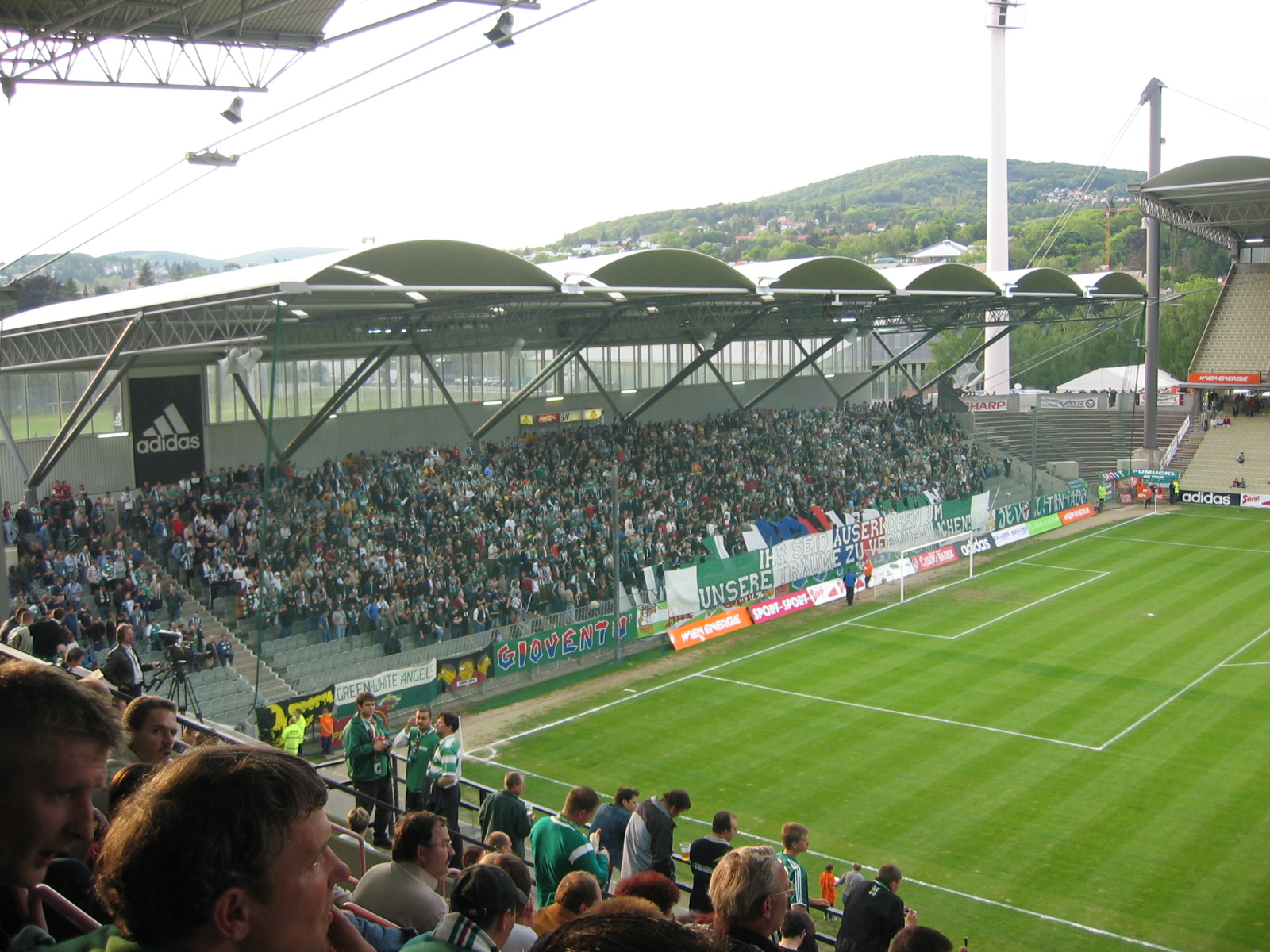
西側スタンド
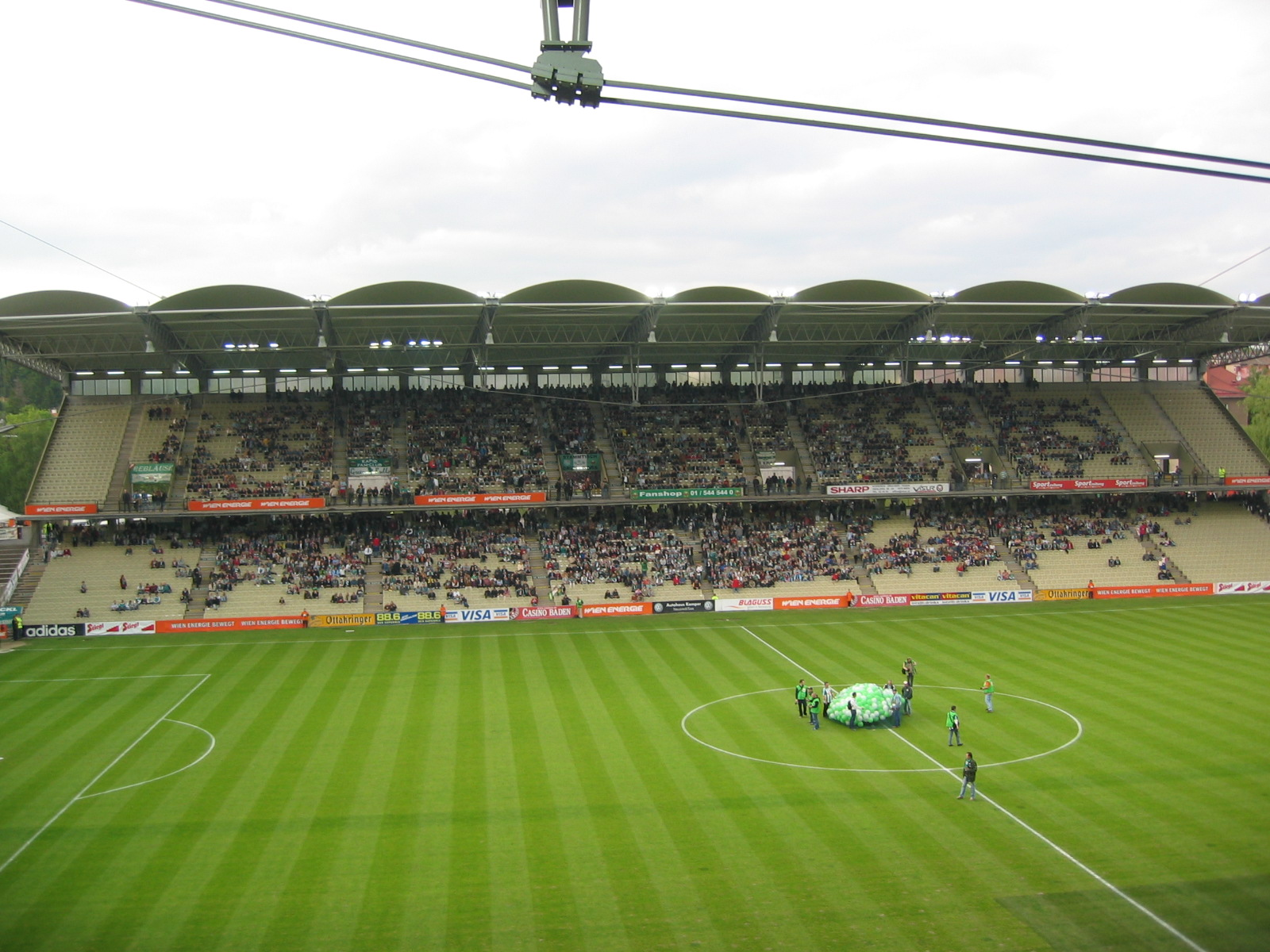
北側スタンド
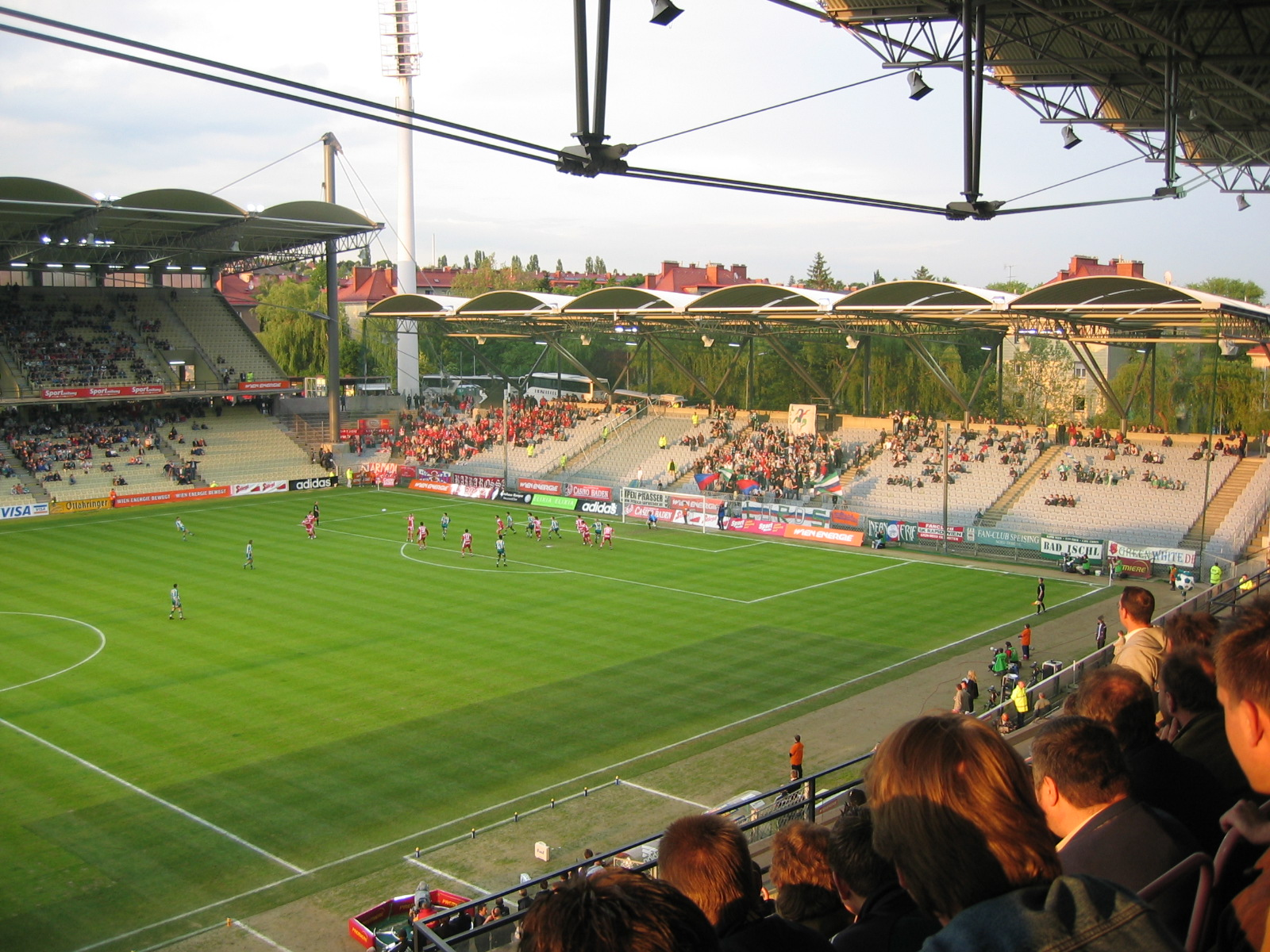
東側スタンド